# Cheilosia motodomariensis
Cheilosia motodomariensis är en tvåvingeart som beskrevs av Matsumura 1916. Cheilosia motodomariensis ingår i släktet örtblomflugor, och familjen blomflugor.
Artens utbredningsområde är Sachalin. Inga underarter finns listade i Catalogue of Life.